# Родріго Кайо
Родріго Кайо (порт. Rodrigo Caio, нар. 17 серпня 1993, Драчена) — бразильський футболіст, півзахисник, захисник клубу «Фламенго».
Виступав, зокрема, за клуб «Сан-Паулу», а також національну збірну Бразилії.

## Клубна кар'єра
Народився 17 серпня 1993 року в місті Драчена. Вихованець футбольної школи клубу «Сан-Паулу». Професійну футбольну кар'єру розпочав 2011 року в основній команді того ж клубу, кольори якого захищав до 2018 року.
29 грудня 2018 уклав контракт з клубом «Фламенго» до 2023 року.

## Виступи за збірні
Залучався до складу молодіжної збірної Бразилії. На молодіжному рівні зіграв у 12 офіційних матчах, забив 2 голи.
З 2016 року залучався до складу олімпійської збірної Бразилії в складі якої не провів жодного матчу.
2016 року дебютував в офіційних матчах у складі національної збірної Бразилії. Наразі провів у формі головної команди країни 4 матчі.
У складі збірної був учасником розіграшу Кубка Америки 2016 року у США.

## Статистика виступів

### Статистика клубних виступів
Станом на 5 серпня 2020.
| Сезон             | Команда           | Чемпіонат | Чемпіонат | Національний кубок | Національний кубок | Континентальні кубки | Континентальні кубки | Чемпіонат штату | Чемпіонат штату | Інші змагання | Інші змагання | Усього | Усього |
| Сезон             | Команда           | Ігор      | Голів     | Ігор               | Голів              | Ігор                 | Голів                | Ігор            | Голів           | Ігор          | Голів         | Ігор   | Голів  |
| ----------------- | ----------------- | --------- | --------- | ------------------ | ------------------ | -------------------- | -------------------- | --------------- | --------------- | ------------- | ------------- | ------ | ------ |
| «Сан-Паулу»       | 2011              | 8         | 0         | 0                  | 0                  | 0                    | 0                    | 0               | 0               | 0             | 0             | 8      | 0      |
| «Сан-Паулу»       | 2012              | 7         | 0         | 3                  | 0                  | 1                    | 0                    | 9               | 0               | 0             | 0             | 20     | 0      |
| «Сан-Паулу»       | 2013              | 36        | 3         | 0                  | 0                  | 10                   | 0                    | 11              | 1               | 6             | 0             | 63     | 4      |
| «Сан-Паулу»       | 2014              | 8         | 0         | 4                  | 0                  | 0                    | 0                    | 13              | 1               | 1             | 0             | 26     | 1      |
| «Сан-Паулу»       | 2015              | 24        | 1         | 5                  | 0                  | 3                    | 0                    | 4               | 0               | 0             | 0             | 36     | 1      |
| «Сан-Паулу»       | 2016              | 20        | 1         | 1                  | 0                  | 13                   | 0                    | 0               | 0               | 12            | 2             | 46     | 4      |
| «Сан-Паулу»       | 2017              | 33        | 0         | 6                  | 0                  | 2                    | 0                    | 0               | 0               | 11            | 1             | 52     | 1      |
| «Сан-Паулу»       | 2018              | 6         | 0         | 6                  | 1                  | 1                    | 0                    | 0               | 0               | 10            | 1             | 23     | 2      |
| «Сан-Паулу»       | Разом             | 142       | 5         | 25                 | 1                  | 28                   | 0                    | 37              | 2               | 40            | 4             | 272    | 12     |
| «Фламенго»        | 2019              | 29        | 2         | 4                  | 0                  | 12                   | 1                    | 0               | 0               | 14            | 1             | 59     | 4      |
| «Фламенго»        | 2020              | 0         | 0         | 0                  | 0                  | 0                    | 0                    | 0               | 0               | 9             | 0             | 9      | 0      |
| Усього за кар'єру | Усього за кар'єру | 171       | 7         | 29                 | 1                  | 42                   | 1                    | 37              | 2               | 63            | 5             | 342    | 16     |

## Титули і досягнення
«Сан-Паулу»
- Володар Південноамериканського кубку: 2012

«Фламенгу»
- Чемпіон Бразилії: 2019, 2020
- Володар кубка Лібертадорес: 2019, 2022
- Переможець Ліги Каріока: 2019, 2020, 2021
- Володар Рекопи Південної Америки: 2020
- Володар суперкубка Бразилії: 2020, 2021
- Володар Кубка Бразилії: 2022

Олімпійська збірна Бразилії
- Олімпійський чемпіон: 2016